# Новрузов, Мамед Акпер оглы
Мамед Акпер оглы Новрузов (азерб. Məmməd Əkbər oğlu Novruzov; 1895, Эривань — 1956, Шамхорский район) — советский азербайджанский виноградарь, Герой Социалистического Труда (1949).

## Биография
Родился в 1895 году в городе Эривань Эриванской губернии (ныне город Ереван, столица Армении).
С 1930 года — рабочий, звеньевой виноградарского совхоза имени Азизбекова Шамхорского района. В 1948 году получил урожай винограда 164,2 центнера с гектара на площади 3,3 гектара.
Указом Президиума Верховного Совета СССР от 5 октября 1949 года за получение высоких урожаев винограда в 1948 году Новрузову Мамеду Акпер оглы присвоено звание Героя Социалистического Труда с вручением ордена Ленина и золотой медали «Серп и Молот».
Скончался в 1956 году в городе Шамхор.